# Bruto Bruti
Bruto Bruti (San Ginesio, 26 gennaio 1835 – Montefiore dell'Aso, 12 febbraio 1918) è stato un generale italiano, che fu Comandante generale dell'Arma dei Carabinieri del Regno d'Italia dal 16 luglio 1897 al 16 febbraio 1900.

## Biografia
Nacque a San Ginesio, il 26 gennaio 1835, figlio di Raffaele. Dopo la fine della prima guerra d'indipendenza italiana e il ristabilimento dell'autorità del Papa a Roma suo padre, di idee apertamente liberali, dovette lasciare lo Stato pontificio e rifugiarsi, esule, nel Granducato di Toscana. Stabilitosi a Firenze il padre, di idee liberali, ma formazione aristocratica, gli affidò come precettore il futuro vescovo Concetto Focacetti. Arruolatosi poi come volontario nell'artiglieria da campo dell'esercito del Granducato, all'età di quattordici anni fu ammesso a frequentare la Scuola militare a Firenze, da cui uscì all'età nel 1856 con il grado di sottotenente e una laurea in matematica. Prese parte alla seconda guerra d'indipendenza italiana come luogotenente del battaglione volontari piemontesi, e dopo l'inizio dell'unificazione nazionale il 27 febbraio 1860, da poco promosso al grado di capitano, fu ammesso dopo l'annessione del Granducato di Toscana al Regno d'Italia nel neocostituito Regio Esercito. Partecipò alle operazioni durante la Campagna piemontese in Italia centrale e meridionale, venendo decorato con una medaglia d'argento al valor militare.
Nel 1866 partecipò alla terza guerra d'indipendenza italiana combattendo nella battaglia di Custoza, dove fu decorato con una medaglia di bronzo al valor militare. Maggiore dei bersaglieri il 14 gennaio 1869, divenne tenente colonnello comandante del 2º Reggimento fanteria il 25 febbraio 1877, e colonnello comandante del 69º Reggimento fanteria l'8 novembre 1880. Il 2 gennaio 1881 passò al comando del 6º Reggimento bersaglieri, e nel 1883 si distinse nelle operazioni di soccorso alla popolazione di Casamicciola colpita dal terremoto, e poi ai colpiti dall'epidemia di colera in Sicilia nel 1885. Divenuto colonnello brigadiere il 28 aprile 1887 assunse il comando della Brigata Venezia, e il 2 ottobre dello stesso anno fu promosso maggiore generale. Ispettore generale dei bersaglieri dal 17 dicembre 1891, fu promosso tenente generale l'8 marzo 1894. Assunse il comando della Divisione militare di Chieti il 13 gennaio 1895, e fu nominato Comandante generale dell'Arma dei Carabinieri il 16 luglio 1897, ricoprendo tale incarico sino al 15 febbraio 1900, quando fu posto in posizione ausiliaria. Venne collocato nella riserva il 19 marzo 1903, e si spense nella sua tenuta di Montefiore dell'Aso il 12 febbraio 1918.